# نظام مراقبة الجر

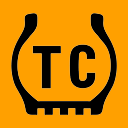

نظام التحكم في الجر (بالإنجليزية: Traction Control System)‏ ويرمز له بـ TCS ويطلق عليهِ أيضًا نظام مانع الانزلاق (بالإنجليزية: Anti-Slip Regulation)‏ ويرمز لهُ بـ (ASR) هو أحد الأنظمة النشطة الحديثة الّتي تُجهَزُ بهِ سيارات. هدفه الحيلولة دون إنزلاق السيارة عن مسارها الصحيح جراء القووة الزائدة كالضغط على دواسة الوقود بطيش. ويتبع النظام عدّة طرق تدخل للسيطرة على السيارة، هي:
- إبطاء أداء شمعة الإحتراق أو حتّى إيقافها تماماً في إسطوانةٍ أو أكثر.
- التقليل من كمية الوقود الّتي تصل لأسطوانة أو أكثر.
- كبح عجلة أو أكثر.
- إيقاف عمل الصمام الخانق.

و عادةً ما يتشارك «نظام التحكم الجر» مستحثات الكبح وحساسات سرعة العجلة مع نظام الكبح مانع الإنزلاق، لذلك فلا يمكن تجهيز أيّ مركبةٍ بالنظام الأوّل دونما وجود الأخير مسبقاً.

## اقرأ أيضا
- نظام كوابح مانع للانزلاق